# Campionato africano maschile di pallavolo 1971
Il II campionato africano maschile di pallavolo si è svolto nel 1971 a Il Cairo, in Egitto. Al torneo hanno partecipato 7 squadre nazionali africane e la vittoria finale è andata per la seconda volta consecutiva alla Tunisia.

## Squadre partecipanti
- Camerun
- Costa d'Avorio
- Egitto
- Madagascar
- Senegal
- Togo
- Tunisia

## Classifica finale
| Classifica | Squadre        |
| ---------- | -------------- |
|            | Tunisia        |
|            | Egitto         |
|            | Madagascar     |
| 4          | Camerun        |
| 5          | Senegal        |
| 6          | Costa d'Avorio |
| 7          | Togo           |